# 蒂科皮亞島

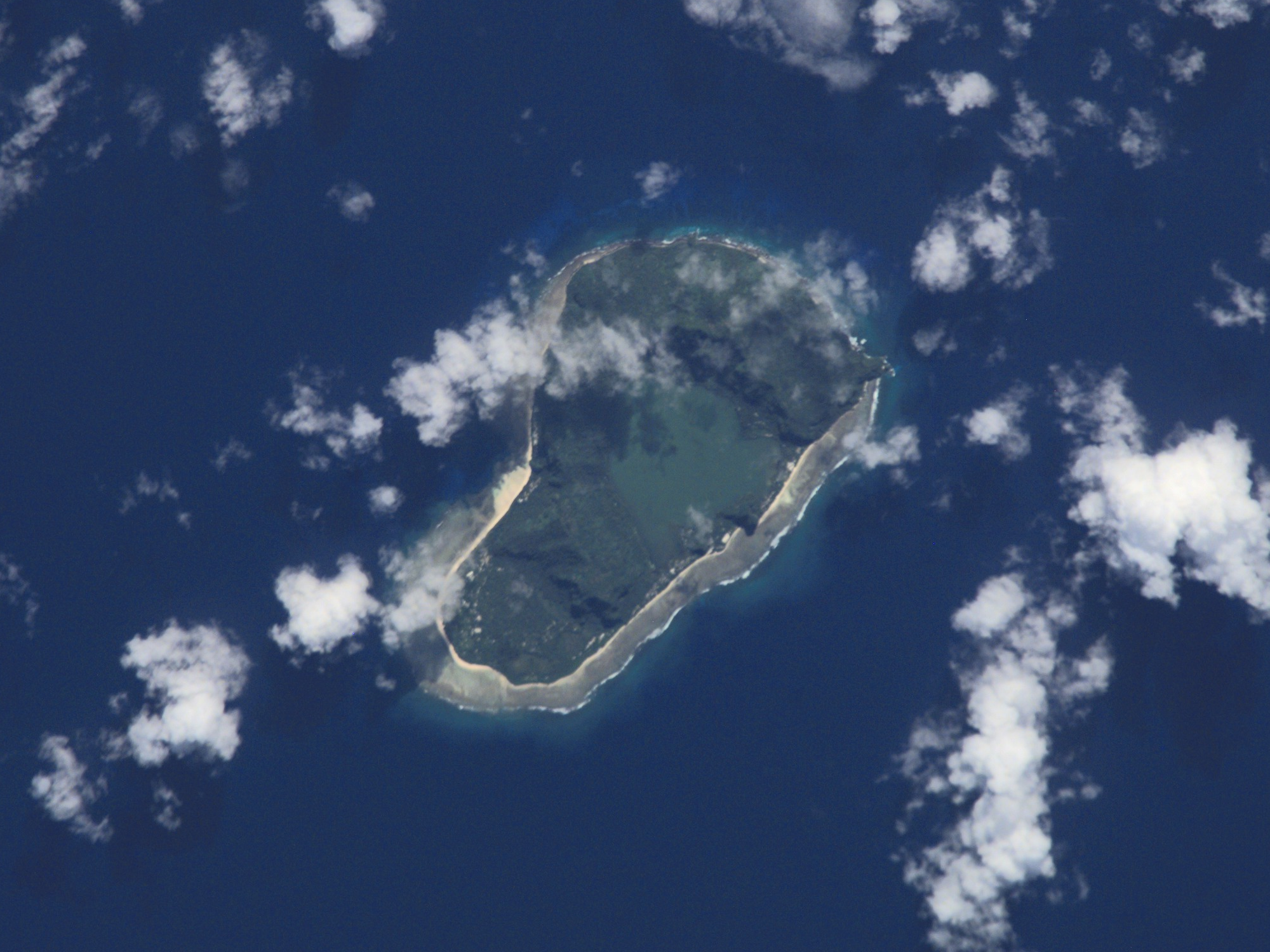
蒂蔻皮亞島的NASA圖片

蒂科皮亞島是一個在太平洋西南部的小島和火山島，佔面積5平方公里（2平方英里）。島是一個死火山的殘餘物。它的最高點里尼山，達海拔380米。特羅托湖覆蓋着一個80米深的古老火山口。
第一个欧洲人在1606年4月22日到达蒂科皮亞島，蒂科皮亞島是佩德罗·费尔南德斯·德·基罗斯路程的一部份。該島屬於聖克魯斯群島，是所罗门群岛泰莫圖省的一部分。

## 資料來源
1. ↑  Kelly, Celsus, O.F.M. La Austrialia del Espiritu Santo. The Journal of Fray Martín de Munilla O.F.M. and other documents relating to the Voyage of Pedro Fernández de Quirós to the South Sea (1605-1606) and the Franciscan Missionary Plan (1617-1627) Cambridge, 1966, p.39, 62.